# Marjan Mozetich
Marjan Mozetich (Gorizia, 7 gennaio 1948) è un compositore canadese.
Ha scritto musica per teatro, film e danza, oltre a molte opere sinfoniche, musica da camera e brani solisti. Ha anche scritto pezzi obbligatori per il Concorso per quartetto d'archi Banff del 1992 (Lament in the Trampled Garden) e il Concorso internazionale di musica di Montreal del 1995 (L'esprit Chantant per violino e pianoforte). Cofondatore di Arraymusic a Toronto, Mozetich ne è stato direttore artistico dal 1976 al 1978. Dopo Array, ha lavorato per qualche tempo presso la biblioteca musicale dell'Università di Toronto, e poi è diventato un compositore freelance. Mozetich si è trasferito a Howe Island, vicino a Kingston, in Ontario, e ha insegnato composizione alla Queen's University di Kingston, in Ontario, dal 1991 al 2010. Ha vinto numerosi premi, tra cui il primo premio al CAPAC (SOCAN) -Sir Ernest MacMillan Award. Le sue composizioni principali includono Fantasia ... sul linguaggio perduto e Postcards from the Sky. 

## Biografia

### Primi anni
Nato a Gorizia, in Italia, il 7 gennaio 1948 da genitori sloveni, Mozetich si trasferì a Hamilton, in Ontario, nel 1952, dove suo padre trovò lavoro come macchinista. Ha iniziato la sua formazione musicale studiando pianoforte, e successivamente ha studiato composizione con Lothar Klein e John Weinzweig all'Università di Toronto, da cui ha conseguito un Diploma presso il Royal Conservatory of Toronto nel 1971 e un Bachelor nel 1972 in composizione e pianoforte. Con l'aiuto del Canada Council ha continuato i suoi studi musicali in composizione privatamente a Roma, Siena e Londra con Luciano Berio, Franco Donatoni e David Bedford. 
Mozetich ha scoperto la musica classica su CBC Radio. Fu influenzato nel comporre musica romantica ascoltando Chopin, Ciajkovskij e Rachmaninov. Ha anche ascoltato per la prima volta alla radio quelli che allora erano considerati "pezzi super-moderni", che gli presentavano una prospettiva totalmente diversa, quasi fantascientifica. Ha quindi iniziato ad improvvisare alcuni dei suoi "pezzi super-moderni" piuttosto che quelli classici. All'epoca non aveva ancora imparato a registrare le sue composizioni. 
Dopo essersi diplomato al 13º anno, Mozetich si è impegnato per diventare pianista concertista, ma ha rinunciato dopo aver fallito il conseguimento dell'Associate of The Royal Conservatory of Music (Ha successivamente ricevuto il diploma di performance A.R.C.T. nel 1971). Ha frequentato l'Università di Waterloo studiando psicologia. A metà corso tuttavia, rendendosi conto che stava frequentando per tornaconto personale e non per motivi pratici, si spostò di nuovo verso la musica e studiò con John Weinzweig e Lothar Klein alla Facoltà di musica dell'Università di Toronto. 

### All'inizio della carriera
Mozetich divenne attivo nei circoli musicali d'avanguardia. Ha cofondato Arraymusic con John Fodi, Clifford Ford, Gary Hayes, Michael Parker, Alex Pauk e Robert Bauer, e ha lavorato come direttore artistico. Il primo concerto pubblico del gruppo è stato presentato nel 1972. 

### Dagli anni '80
Mozetich ha sviluppato uno stile di musica romantica post-moderna, che consiste in una miscela di tradizione, popolarità e modernità. Molte delle sue composizioni sono state registrate su CBC-Musica Viva, Centredisc, BIS (Svezia), Cansona e Chandos (Inghilterra). Le sue opere sono state ascoltate in tutto il Canada e all'estero. Sono stati eseguiti, trasmessi e alcuni sono stati inclusi nei programmi musicali "in volo" della Canadian Airlines. 
Parte della sua musica è stata utilizzata da compagnie di danza contemporanea, oltre che nei film. È stato onorato compositore di musica postmoderna al Gent Conservatory Music Festival in Belgio nel 1995, durante il quale tre concerti con sue composizioni sono stati trasmessi in diretta nazionale.

### Opere dagli anni '90 al 2004
Dagli anni '90, le opere di Mozetich hanno continuato a dimostrare gusto per il lirismo, le armonie romantiche e i ritmi moto perpetuo . Le sue opere che esplorano lo spirituale hanno qualità introspettive e meditative che si possono ascoltare nei suoi brani precedenti El Dorado. 
Queste opere includono:
- A Dance Toward Heaven (1994) per orchestra
- L'esprit Chantant (1995) per violino e pianoforte, scritto per il Concorso internazionale musicale di Montreal
- The passion of Angels (1995) per due arpe e orchestra
- Postcards from the Sky (1996), un'opera in tre movimenti per orchestra d'archi scritta e presentata in anteprima da Thirteen Strings of Ottawa
- Time to Leave (1997) per violino, clarinetto, tromba, basso, marimba e pianoforte, scritto per il concerto del 25º anniversario di Array
- Hymn of Ascension (1998) per harmonium e quartetto d'archi, presentato in anteprima al Festival di musica da camera di Ottawa
- Songline to Heaven and a Dance to Earth (1999) per orchestra d'archi, presentato in anteprima al Guelph Spring Festival
- Steps to Ecstasy (2001) per orchestra barocca, commissionato dal CBC e presentato in anteprima da Tafelmusik
- At the Temple (2001) per pianoforte solo, commissionato anche dalla CBC, e presentato in anteprima da Kristina Szutor al Sound Symposium 2002

Le opere concertate di questo periodo includono:
- Concerto per fagotto
- Strings and Marimba (2003), presentato da Michael Sweeney e Seiler Strings
- Concerto per pianoforte e orchestra (1999), scritto in onore dell'autore Robertson Davies e presentato in anteprima dalla pianista Janina Fialkowska nel febbraio 2000
- Affairs of the Heart, un concerto per violino e orchestra presentato dal violinista Juliet Kang nel 1997[7][8]
- Concerto per oboe e archi (1995), commissionato dal CBC e presentato in anteprima da Suzanne Lemieux e the Thirteen Strings of Ottawa

Opere per strumenti solisti includono:
- Baroque Diversion (1985), una suite in quattro movimenti, e la terza opera di Mozetich per viola solista, commissionata da Rivka Golani
- Five Pieces for Guitar (1997), scritto per Paul Bernard e registrato da William Beauvais in A Bridge Beyond

### Opere tarde
Mozetich ha sperimentato un ritorno alla tonalità, combinando elementi tradizionali per creare una forma di postmodernismo o romanticismo new age Un esempio di ciò è la sua composizione El Dorado (1981), un mix di ritmi minimalisti di ritmo Gatling gun, melodie liriche, tratteggi sensuali e armonie tardo-romantiche.
La musica di Mozetich durante questo periodo utilizzava solo tre o quattro accordi, spesso in una progressione ciclica che ricorda la musica pop, ma un po' più deformata o estesa, usando pienezza di suoni, melodie e ritmi per cullare l'ascoltatore. Le sue composizioni a volte includevano passaggi oscuri come contrappeso emotivo. Dance of the Blind ne è un esempio; Mozetich combina liberamente elementi di musica popolare, classica e altri aspetti. 

#### Dance of the Blind
Questo pezzo, con la sensazione di una maschera da taverna parigina, è uno dei preferiti di Mozetich. Fu composto per fisarmonica, violino, viola e violoncello e fu commissionato dalla Canadian Broadcasting Corporation nel 1980. Fu presentato in anteprima dal fisarmonicista canadese-sloveno Joseph Petric e dall'Arraymusic Ensemble il 16 gennaio 1981. In seguito fu registrato dalla CBC Records nel 1990.
Miscelando il suono della fisarmonica e delle corde con pulsazioni e ripetizioni ad alta energia costanti, questo pezzo è scritto in tempo di valzer, tipico della musica per la sala da ballo o il cabaret. Impiega anche armonie e melodie tradizionali. Riflette l'eredità musicale del compositore, nonché i matrimoni e i banchetti italo-sloveni della sua infanzia. 

### Stile compositivo
Lo stile compositivo Mozetich, che spesso consiste nell'adattare un genere esistente con le sue stesse espressioni, è apparso per la prima volta nel suo lavoro Change per quartetto d'archi (1971, rivisto 1983), che dimostra la precedente influenza su Mozetich di György Ligeti e Krzysztof Penderecki. 
Altre prime opere che espongono questo processo includono Serenata del nostro tempo (quintetto d'archi, 1973), presentato per la prima volta dai Forun Players di Roma, brani da solista per pianoforte (Maya, 1973) e viola (Disturbances, 1974), nonché vari lavori da camera presentati da Array. 
Dal 1976 al 1981, il suo stile si spostò verso un minimalismo lirico con una forte definizione armonica, come dimostrato in lavori come Procession per ensemble da camera (1981) ed El Dorado per arpa e archi (1981). Dopo il 1981 la sua musica divenne diatonica e post-romantica. Questa transizione può essere ascoltata in brani come 'Fantasia… sul un linguaggio perduto' per flauto, violino, viola e violoncello (1981, successivamente arrangiato per orchestra d'archi 1985), Sonata per flauto e arpa (1983), e Death and the Morning Star per baritono, coro e orchestra (1986). 

## Premi e riconoscimenti
- Il suo quartetto d'archi, Changes (1971), è stato eseguito dall'Orford String Quartet e selezionato come uno dei due lavori più importanti del Composers Symposium del 1971 a Montreal[4]
- Nel 1977 ha vinto il Sir Ernest MacMillan Award / Fellowship di CAPAC. È stato il compositore in primo piano della musica postmoderna al Festival di musica del Conservatorio di Ghent in Belgio[3]
- Nocturne per orchestra d'archi (1975) è stato scelto per rappresentare il Canada in occasione del Festival Internazionale della Società di Musica Contemporanea del 1978 a Helsinki
- Ha vinto il secondo premio al Concorso Internazionale Gaudeamus a Bilthoven, nei Paesi Bassi, per il suo quintetto di fiati It's in the Air (1975)
- Nel 2002 è stato invitato come compositore residente al Regina Symphony New Music Festival
- È stato nominato per i Juno Award per tre delle sue opere per Composizione classica dell'anno: Affairs of the Heart nel 2001, Angels in Flight e, risultandone vincitore, Lament in the Trampled Garden nel 2010.

## Opere (parziale)
- Disturbances per viola solista (1974)
- A Veiled Dream per flauto, viola e arpa (1977)
- Survival per viola solista (1979)
- Water Music per flauto, viola e violoncello (1979)
- Dancing Strings, suite di sei pezzi per viola e pianoforte (1980)
- El Dorado per arpa e archi (1981)
- Fantasia ... sul linguaggio perduto per flauto e trio di archi (1981)
- Trio in Jest per clarinetto, viola e pianoforte (1983)
- Diversioni barocche per viola solista (1985)
- The Passion of Angels, concerto per due arpe e orchestra (1995)
- Affairs of the Heart per violino e orchestra d'archi (1997)
- Postcards from the Sky per orchestra d'archi (1997)
- Addio amico, trittico per flauto, viola e arpa (2000)
- Concerto per fagotto, marimba e orchestra d'archi (2003)
- Scales of Joy and Sorrow per violoncello, violini e pianoforte (2007)

## Discografia

### Album
- 1992 – Jaeger*, Mozetich*, Papineau-Couture*, Southam*, Tittle*, Prouesse, , Centrediscs CMC-CD 4492
- 1996 – Marjan Mozetich / Michael Berkeley / George Crumb - Chamber Music Ensembles Of The Royal Conservatory Of Ghent, Contemporary Chamber Music, , René Gailly International Productions CD87 118
- 2000 – Marjan Mozetich - Juliette Kang, Nora Bumanis & Julia Shaw, CBC Vancouver Orchestra, Mario Bernardi, Affairs Of The Heart, Music Of Marjan Mozetich, , CBC Records SMCD5200

### Ep
- - – Marjan Mozetich, Musical Portrait - Portrait No. 19, , CAPAC WRC5-3018

### Fonti
- Canadian Music Centre, su web.archive.org, 5 gennaio 2012. URL consultato il 4 febbraio 2020 (archiviato dall'url originale il 5 gennaio 2012).
- (EN) Influences of Many Musics, su old.musiccentre.ca. URL consultato il 4 febbraio 2020 (archiviato dall'url originale il 4 gennaio 2014).
- MacMillan, Rick, Mozetich not afraid of "popular" tag, su search.proquest.com.